# Gewog di Bumdeling
Il gewog di Bumdeling è uno degli otto raggruppamenti di villaggi del distretto di Trashiyangtse, nella regione Orientale, in Bhutan.